# Ruggero Leoncavallo
Ruggero Leoncavallo (Nápoles, 23 de abril de 1857 - Montecatini Terme, 9 de agosto de 1919) fue un compositor italiano, uno de los principales exponentes del verismo en la ópera como reacción frente al Romanticismo dominante de su época.

## Biografía
Fue hijo de un magistrado napolitano, y estudió en el conservatorio de su ciudad natal, donde entró a los 9 años. Cursó composición con Lauro Rossi. Carente de recursos, llevó una vida azarosa hasta que influido por la ópera Cavalleria Rusticana del compositor italiano Pietro Mascagni, escribió la ópera Pagliacci, que obtuvo un gran éxito. Desde que se estrenó en Milán en 1892 no ha disminuido su popularidad.
Otras dos óperas suyas, La Bohème homónima de la obra de Giacomo Puccini (1897), y Zazà (1900) consiguieron un éxito relativo, pero el gran proyecto de su vida era componer una trilogía renacentista. Se llamaría Crepusculum; solo se estrenó la primera parte, Los Médicis (1893), que no tuvo gran éxito. Leoncavallo murió a los 61 años, contrariado por no haber podido repetir el éxito de I Pagliacci.
Es el autor de la conocida canción Mattinata, escrita en 1904 para el famoso tenor Enrico Caruso.

## Óperas
- Pagliacci (21 de mayo de 1892, Teatro Dal Verme, Milán)
- I Medici (10 de noviembre de 1893, Teatro Dal Verme, Milán)
- Chatterton (10 de marzo de 1896, Teatro Argentina, Roma)
- La bohème (6 de mayo de 1897, Teatro La Fenice, Venecia)
- Zazà (10 de noviembre de 1900, Teatro Lírico, Milán) Escrito por Ricardo Palencia de Caracas
- Der Roland von Berlin (13 de diciembre de 1904, Königliches Opernhaus, Berlín)
- Maia (15 de enero de 1910, Teatro Costanzi, Roma)
- Zingari (16 de septiembre de 1912, Hippodrome, Londres)
- Mimi Pinson (27 de abril de 1913, Teatro Massimo, Palermo) (revisión de La Bohème)
- Edipo Re (póstuma, 13 de diciembre de 1920, Opera Theatre, Chicago)

## Operetas
- La jeunesse de Figaro (1906, E.U.A.)
- Malbrouck (19 de enero de 1910, Teatro Nazionale, Roma)
- La reginetta delle rose (24 de junio de 1912, Teatro Costanzi, Roma)
- Are you There? (1 de noviembre de 1913, Theatre Prince of Wales, Londres)
- La candidata (6 de febrero de 1915, Teatro Nazionale, Roma)
- Prestami tua moglie (2 de septiembre de 1916, Salone di Cura, Montecatini)
- Goffredo Mameli (27 de abril de 1916, Teatro Carlo Felice, Génova)
- A chi la giarrettiera? (16 de septiembre de 1919, Teatro Adriano, Roma)
- Il primo bacio (29 de abril de 1923, Salone di Cura, Montecatini)
- La maschera nuda (26 de junio de 1925, Teatro Politeama Giacosa, Nápoles)